# ميان راهان
ميان راهان (بالفارسية: میان‌راهان) هي مدينة تقع في إيران في دينور. يقدر عدد سكانها بـ 489 نسمة .